# Quyagong
Quyagong (kinesiska: 曲雅贡, 曲雅贡乡) är en socken i Kina. Den ligger i provinsen Sichuan, i den sydvästra delen av landet, omkring 530 kilometer sydväst om provinshuvudstaden Chengdu. Antalet invånare är 1538. Befolkningen består av 767 kvinnor och 771 män. Barn under 15 år utgör 21,0 %, vuxna 15-64 år 69 %, och äldre över 65 år 9,0 %.
Genomsnittlig årsnederbörd är 658 millimeter. Den regnigaste månaden är juli, med i genomsnitt 227 mm nederbörd, och den torraste är november, med 1 mm nederbörd.